# Solent

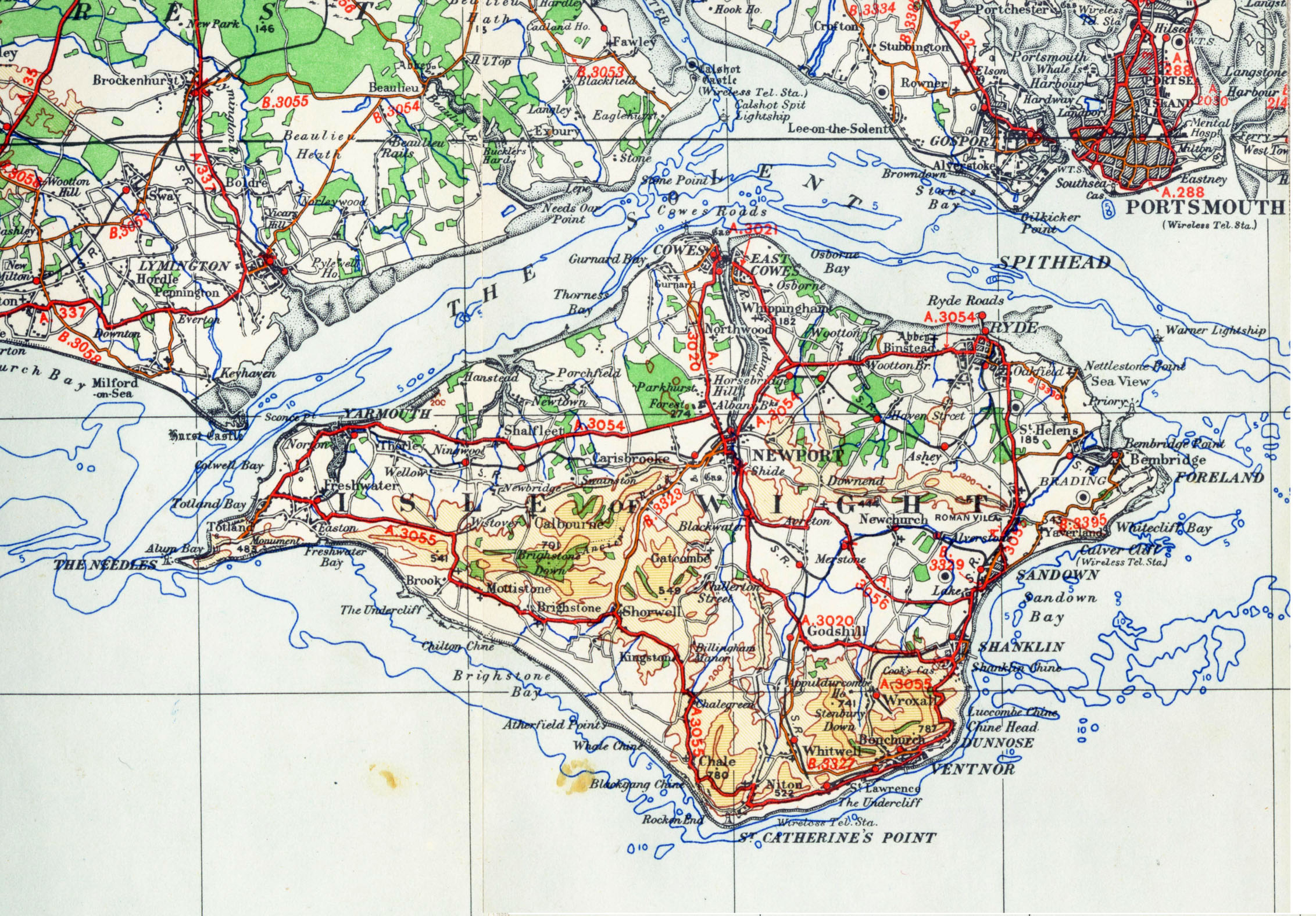
Mapa cieśniny Solent

Solent – cieśnina oddzielająca wyspę Wight od brytyjskiego wybrzeża. 
Cieśnina Solent powstała w wyniku zalania doliny rzeki Solent, kiedy pod koniec plejstocenu  w wyniku topnienia rozległych czap lądolodów Europy i Ameryki Północnej podniósł się znacznie poziom mórz. Przez tysiące lat stawała się coraz głębsza i szersza. Juliusz Cezar w O wojnie galijskiej wspomniał, że w czasie odpływów woda w cieśninie była na tyle płytka, że można było przejść ją w bród.  
Cieśnina przez wieki miała znaczenie militarne. W połowie XVI w. Henryk VIII zbudował wzdłuż niej kilka zamków. W XIX w. w cieśninie zbudowano też forty Palmerstona strzegące wejścia do portu w Portsmouth.